# 범패
범패(梵唄)는 절에서 재(齋)를 올릴 때 쓰는 음악이다. 한국 불교음악의 총칭으로 일명 범음(梵音)·인도(印度)소리, 또는 어산(魚山)이라고도 한다. 가곡, 판소리와 함께 한국 3대 성악으로 불린다.화청(和請) 등이 있고, 작법(作法) 즉 무용이 곁들여진다.

## 재의 종류
범패는 주로 다음 다섯 가지 재(齋)에 사용된다.
- 상주권공재(常住勸供齋) : 가장 많이 쓰이는 사자(死者)를 위한 재로서, 보통 하루가 걸린다. 범패승(梵唄僧)이 처음 범패를 배울 때 가장 기본이 되는 이 상주권공재부터 배운다.
- 시왕각배재(十王各拜齋) : 일명 '대례왕공문(大禮王供文)'이라고도 하며, 상주권공재보다 약간 규모가 크다.
- 생전예수재(生前豫修齋) 죽어서 왕생극락(往生極樂)하게 해 달라고 생전에 미리 지내는 재이다.
- 수륙재(水陸齋) : 수중고혼(水中孤魂)을 위한 재이다.
- 영산재(靈山齋) : 가장 규모가 큰, 사자를 위한 재로서, 3주야(三晝夜)가 걸린다.

## 범패의 종류
범패에는 안채비들이 부르는 안채비소리와 겉채비들이 부르는 홋소리·짓소리·화청 등이 있다.

### 안채비 소리
재를 올리는 절 안의 유식한 병법(秉法) 또는 법주(法主)가 요령(搖鈴)을 흔들며 낭송하는 소리이다. 사설은 주로 한문인 산문으로 되어 있고, 내용은 재주(齋主)를 축원하는 것으로 되어 있다. 그 예로 유치(由致)나 청사(請詞) 등을 들 수 있다. 안채비소리의 음악적 스타일은 서양 오페라의 레치타티보처럼 촘촘히 읽어 나가는 것이다.

### 홋소리
대부분의 범패 레퍼토리는 이 홋소리로 되어 있다. 홋소리의 음악적 스타일은 주로 3음으로 되어 있는데, 완전4도 위에 단3도를 쌓아올린 것이다. 홋소리의 사설은 주로 한문으로 된 정형시여서, 앞의 2구(前二句)는 뒤의 2구(後二句)와 음악적으로 같거나 비슷하다.

### 짓소리
홋소리를 다 배운 범패승이 배우는 것으로, 대개 한문으로 된 산문 또는 범어(梵語)를 그 사설로 가지고 있다. 짧은 연주 시간을 가지고 있는 홋소리에 비하여, 짓소리는 상당히 긴 시간을 요한다. 원래 72가지나 되던 짓소리가 요즈음엔 다 망실되고 겨우 인성(引聲)·거령산(擧靈山)·관목게(灌木偈)·목욕진언(沐浴眞言)·단정례(單頂禮)·보례(普禮)·식영산(食靈山)·두갑(頭匣)·오관게 (五觀偈)·영산지심(靈山志心)·특사가지(特賜加持)·거불(擧佛)·삼남태(三南太) 등 13곡 정도가 불린다. 짓소리의 음악적 스타일은 장인굴곡(長引屈曲)으로서 길게 한 음을 끈 다음에 잔가락을 붙인다. 또 홋소리가 주로 3음을 사용하는 데 비하여, 짓소리는 5음을 다 쓴다. 또 짓소리에는 허덜품이라는 것이 있다.

#### 허덜품
짓소리 속에 나오는 독창 부분으로서 전주 또는 간주의 역할을 한다. 허덜품의 종류에는 단정례 허덜품·보례 허덜품·등게 허덜품·홋소리 중의 허덜품 등 네 가지가 있다. 단정례 허덜품은 전주로 불리고, 보례 허덜품은 간주로 불리며, 등게 허덜품은 전주로 쓰이지만 지금은 망실되었다. 홋소리 중의 허덜품은 전주로 쓰인다.

### 화청·회심곡
포교의 한 방편으로서 대중이 잘 알 수 있는 음악에다 불교를 쉽게 이해시키고 신봉케 하는 사설을 얹어 부르는 음악이다. 음악적 스타일은 경기민요조, 특히 창부타령 같은 민요와 관계가 있다. 범패가 한문이나 범어를 그 사설로 쓰고 있는 데 대하여, 화청이나 회심곡은 한문과 우리말의 혼합으로 되어 있다.

### 작법(불교무용)
영산재 즉 식당작법(食堂作法) 속에 대부분이 포함되어 있으나, 기타의 재에도 요잡(繞匣)이라 하여 곡목과 곡목 사이에 빈번히 사용된다. 작법의 종류에는 나비춤·바라춤·법고춤의 세 가지가 있다.

#### 나비춤
나비 같은 작복(作服)을 입고 고깔을 쓰고 소에는 모란꽃을 쥐고 춘다. 나비춤의 종류에는 도량게작법(度量偈作法)·다게작법(茶偈作法)·사방요신(四方搖身)·정례작법(頂禮作法)·향화게작법(香花偈作法)·운심게작법(運心偈作法)· 지옥고작법(地獄苦作法)·자귀의불작법(自歸依佛作法)·만다라작법(慢多羅作法)·기경작법(起經作法)·삼귀의작법(三歸依作法)·모란찬작법(牧丹讚作法)·구원겁중작법(久遠劫中作法)·오공양작법(五供養作法)·타주(打柱) 등 15가지가 있다.

#### 바라춤
양손에 큰 바라를 들고 추는 춤이다. 바라춤의 종류에는 천수(千手)바라·명발·사다라니바라·관욕게(觀浴偈)바라·막바라(보통바라)·내림게(來臨偈)바라 등 6가지가 있다.

#### 법고춤
양손에 각기 방망이를 쥐고 법고를 치면서 추는 작법. 불교무용의 하나이다. 법고춤에는 법고(法鼓)와 홍구춤의 두 가지가 있다

## 같이 보기
- 한국의 문화